# Muscularis mucosae

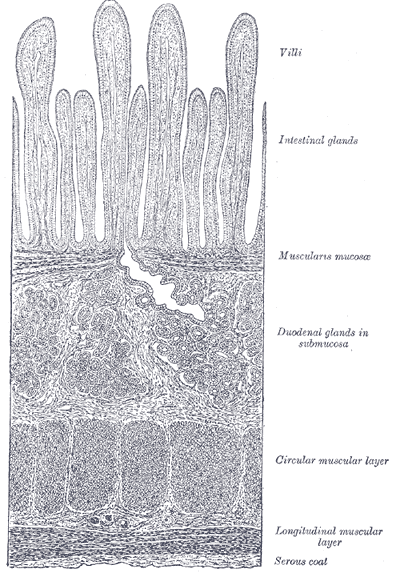
Sezione del duodeno, la muscularis mucosae è la terza dall'alto.

La Muscularis mucosae, o meglio Lamina muscularis mucosae, è una sottile fascia di muscolatura liscia che rappresenta il limite anatomico della mucosa, costituita dalla componente ghiandolare e dalla lamina propria della mucosa, che rappresenta il tessuto connettivo interposto tra le ghiandole stesse. 
La muscularis mucosae assicura un movimento indipendente alla tonaca mucosa, prescindendo almeno in parte dalla tonaca muscolare che assicura il movimento a tutte le parti restanti di un organo cavo. Degli esempi di movimento mediati dalla muscularis mucosae possono essere la secrezione ghiandolare nel lume dell'organo, oppure lo scivolamento dell'intera tonaca mucosa al di sopra della tonaca sottomucosa.
La contrazione della muscularis mucosae è dovuta all'opera del sistema nervoso autonomo (a seconda del distretto corporeo) parasimpatico e simpatico; inoltre la contrazione della muscularis mucosae è dovuta anche alla secrezione di serotonina da parte delle cellule del sistema GEP presenti nelle cripte intestinali (nelle ghiandole intestinali).